# Manuel Pessanha Lelé
Manuel Pessanha, més conegut com Lelé, fou un futbolista brasiler de la dècada de 1940.
Fou internacional amb la selecció del Brasil entre 1940 i 1945, i formà part de la selecció al Campionat Sud-americà de futbol de 1946.
Destacà a la davantera del club Madureira, on juntament amb Isaias i Jair Rosa Pinto formó un trio d'atac conegut amb el sobrenom Os Três Patetas. Més tard destacà al Vasco da Gama, on jugà 188 partits i marcà 153 gols.

## Palmarès
Vasco da Gama
- Campionat carioca: 1945, 1947
- Campionat Sud-americà de Campions: 1948
- Taça Centenários de Portugal: 1947
- Torneio Início do Rio de Janeiro: 1944, 1945 e 1948
- Torneio Relâmpago: 1944 e 1946
- Torneio Municipal de Futebol do Rio de Janeiro: 1944, 1945, 1946 e 1947
- Torneio Gérson dos Santos Coelho: 1948

São Paulo
- Campionat paulista: 1948 e 1949

Ponte Preta
- Campionat campineiro: 1951
- Campionat paulista de l'interior: 1951

Selecció carioca
- Campionat brasiler de seleccions estatals: 1943, 1944 e 1946

Selecció brasilera
- Copa Roca: 1945